# 1960-as labdarúgó-Európa-bajnokság
Az 1960-as labdarúgó-Európa-bajnokság az UEFA által rendezett első Európa-bajnokság volt. A tornát ekkor még Európai Nemzetek Kupájának nevezték, de annak a négyévenkénti sorozatnak az első bajnoksága volt, mely ma az Európa-bajnokságot jelenti. A záró szakaszát Franciaországban rendezték. Az európa-bajnoki címet a Szovjetunió csapata szerezte meg, a párizsi döntőben hosszabbításban győzték le a jugoszláv csapatot.

## Lebonyolítás
A tornát egyenes kieséses rendszerben rendezték. Mindössze 17 csapat jelentkezett, néhány jelentős válogatott (például az NSZK vagy Olaszország válogatottja) nem. Az elődöntőkig oda-visszavágós rendszerben mérkőztek a csapatok. Az elődöntők és a helyosztók már egy mérkőzésen dőltek el. A döntő szakasz helyszínét a legjobb négy közé került országok közül választották ki.
A magyar válogatott az első fordulóban a szovjetekkel került össze, s a moszkvai 1-3 után itthon, a Népstadion 90 000 nézője előtt is vereséget szenvedett és  kiesett. A szovjeteket a következő fordulóban Spanyolországgal párosították össze. A spanyolok Franco tábornok utasítására nem utaztak el Moszkvába és feladták a tornát.
A négyes döntő mérkőzéseire bejutott három, a keleti blokkba tartozó válogatott mellett Franciaország lett végül a helyszín. Marseille-ben az egyik elődöntőben a Szovjetunió könnyedén győzte le a csehszlovák csapatot, míg a másik ágon, Párizsban egy kilenc gólt hozó mérkőzésen 5-4-re győzött Jugoszlávia a házigazdák csapata felett úgy, hogy kétszer is kétgólos hátrányban voltak.
Az elődöntőbeli kudarc hatása alatt szétesett franciákat a bronzmérkőzésen simán verte meg Csehszlovákia 2-0-ra. A döntőben Jugoszlávia szerzett vezetést, de a Lev Jasin által vezényelt szovjet csapat a második félidő elején egyenlíteni tudott, s a hosszabbításban, a 113. percben megszerezte a győztes gólt. Az új torna első bajnoka így a Szovjetunió csapata lett.

## Selejtező
A selejtezősorozat nyitó mérkőzésére 1958. szeptember 23-án Moszkvában került sor, ahol a Szovjetunió–Magyarország (4–1) találkozóval indult útjára az első európai válogatottak tornája.

### Előselejtező
| 1. csapat | Össz.Tooltip Aggregate score | 2. csapat     | 1. mérk. | 2. mérk. |
| --------- | ---------------------------- | ------------- | -------- | -------- |
| Írország  | 2–4                          | Csehszlovákia | 2–0      | 0–4      |

### Nyolcaddöntők
| 1. csapat     | Össz.Tooltip Aggregate score | 2. csapat     | 1. mérk. | 2. mérk. |
| ------------- | ---------------------------- | ------------- | -------- | -------- |
| Szovjetunió   | 4–1                          | Magyarország  | 3–1      | 1–0      |
| Franciaország | 8–2                          | Görögország   | 7–1      | 1–1      |
| Lengyelország | 2–7                          | Spanyolország | 2–4      | 0–3      |
| Norvégia      | 2–6                          | Ausztria      | 0–1      | 2–5      |
| Dánia         | 3–7                          | Csehszlovákia | 2–2      | 1–5      |
| Jugoszlávia   | 3–1                          | Bulgária      | 2–0      | 1–1      |
| Románia       | 3–2                          | Törökország   | 3–0      | 0–2      |
| NDK           | 2–5                          | Portugália    | 0–2      | 2–3      |

### Negyeddöntők
| 1. csapat     | Össz.Tooltip Aggregate score | 2. csapat     | 1. mérk. | 2. mérk. |
| ------------- | ---------------------------- | ------------- | -------- | -------- |
| Szovjetunió   | mérkőzés nélkül              | Spanyolország | —        | —        |
| Franciaország | 9–4                          | Ausztria      | 5–2      | 4–2      |
| Románia       | 0–5                          | Csehszlovákia | 0–2      | 0–3      |
| Portugália    | 3–6                          | Jugoszlávia   | 2–1      | 1–5      |

## Záró szakasz

### Játékvezetők
Az előselejtezőkben, a csoportmérkőzéseken és a negyeddöntőkben működő játékvezetők mellé nemzeti játékvezetőket delegáltak segítő partbíróként. Az elődöntőknek, a bronztalálkozónak valamint a döntő mérkőzésnek Franciaország adott otthont, ahol a nemzetközileg, kiemelkedően foglalkoztatott FIFA játékvezetők lettek megbízva a mérkőzések vezetésével. 

### Elődöntők
|  |                       |               |             |                     |   |                  |                  |       |
|  | Elődöntők             | Elődöntők     | Elődöntők   |                     |   | Döntő            | Döntő            | Döntő |
|  | Elődöntők             | Elődöntők     | Elődöntők   |                     |   | Döntő            | Döntő            | Döntő |
|  | július 6. – Marseille |               |             |                     |   |                  |                  |       |
|  |                       |               |             |                     |   |                  |                  |       |
|  | Csehszlovákia         | Csehszlovákia | 0           |                     |   |                  |                  |       |
|  | Csehszlovákia         | Csehszlovákia | 0           | július 10. – Párizs |   |                  |                  |       |
|  | Szovjetunió           | Szovjetunió   | 3           |                     |   |                  |                  |       |
|  | Szovjetunió           | Szovjetunió   | 3           |                     |   | Szovjetunió (hu) | Szovjetunió (hu) | 2     |
|  | július 6. – Párizs    |               |             |                     |   | Szovjetunió (hu) | Szovjetunió (hu) | 2     |
|  |                       |               | Jugoszlávia | Jugoszlávia         | 1 |                  |                  |       |
|  | Franciaország         | Franciaország | Jugoszlávia | Jugoszlávia         | 1 | 4                |                  |       |
|  | Franciaország         | Franciaország |             |                     |   |                  |                  |       |
|  | Jugoszlávia           | Jugoszlávia   | 5           |                     |   |                  |                  |       |
|  | Jugoszlávia           | Jugoszlávia   | 5           | Bronzmérkőzés       |   |                  |                  |       |
|  |                       |               |             |                     |   |                  |                  |       |
|  | július 9. – Marseille |               |             |                     |   |                  |                  |       |
|  |                       |               |             |                     |   |                  |                  |       |
|  | Csehszlovákia         | Csehszlovákia | 2           |                     |   |                  |                  |       |
|  | Csehszlovákia         | Csehszlovákia | 2           |                     |   |                  |                  |       |
|  | Franciaország         | Franciaország | 0           |                     |   |                  |                  |       |
|  | Franciaország         | Franciaország | 0           |                     |   |                  |                  |       |

| 1960. július 6. 20:00 |

| Franciaország                             | 4–5               | Jugoszlávia                                     |
| ----------------------------------------- | ----------------- | ----------------------------------------------- |
| Vincent 12' Heutte 43' 62' Wisniewski 53' | (2–1) Jegyzőkönyv | Galić 11' Žanetić 55' Knez 75' Jerković 78' 79' |

| Parc des Princes, Párizs Nézőszám: 26 370 Játékvezető: Gaston Grandain (belga) |

| 1960. július 6. 20:30 |

| Csehszlovákia | 0–3               | Szovjetunió                             |
| ------------- | ----------------- | --------------------------------------- |
|               | (0–1) Jegyzőkönyv | Ivanov 34' 56' Viktor Ponyegyelnyik 66' |

| Stade Vélodrome, Marseille Nézőszám: 25 184 Játékvezető: Cesare Jonni (olasz) |

### Bronzmérkőzés
| 1960. július 9. 18:00 |

| Csehszlovákia           | 2–0               | Franciaország |
| ----------------------- | ----------------- | ------------- |
| Bubník 58' Pavlovič 88' | (0–0) Jegyzőkönyv |               |

| Stade Vélodrome, Marseille Nézőszám: 9438 Játékvezető: Cesare Jonni (olasz) |

### Döntő
| 1960. július 10. 21:30 |

| Szovjetunió                             | 2–1 (h. u.)                 | Jugoszlávia |
| --------------------------------------- | --------------------------- | ----------- |
| Metreveli 49' Viktor Ponyegyelnyik 113' | (0–1, 1–1, 1–1) Jegyzőkönyv | Galić 43'   |

| Parc des Princes, Párizs Nézőszám: 17 966 Játékvezető: Arthur Ellis (angol) |

| Az 1960-as labdarúgó-Európa-bajnokság győztese |
| ---------------------------------------------- |
| · Szovjetunió · 1. cím                         |

## Gólszerzők
2 gólos
- François Heutte
- Valentyin Ivanov
- Viktor Ponyegyelnyik
- Milan Galić
- Dražan Jerković

1 gólos
- Tomislav Knez
- Ante Žanetić
- Vlastimil Bubník
- Ladislav Pavlovič
- Jean Vincent
- Maryan Wisniewski
- Metreveli

## Végeredmény

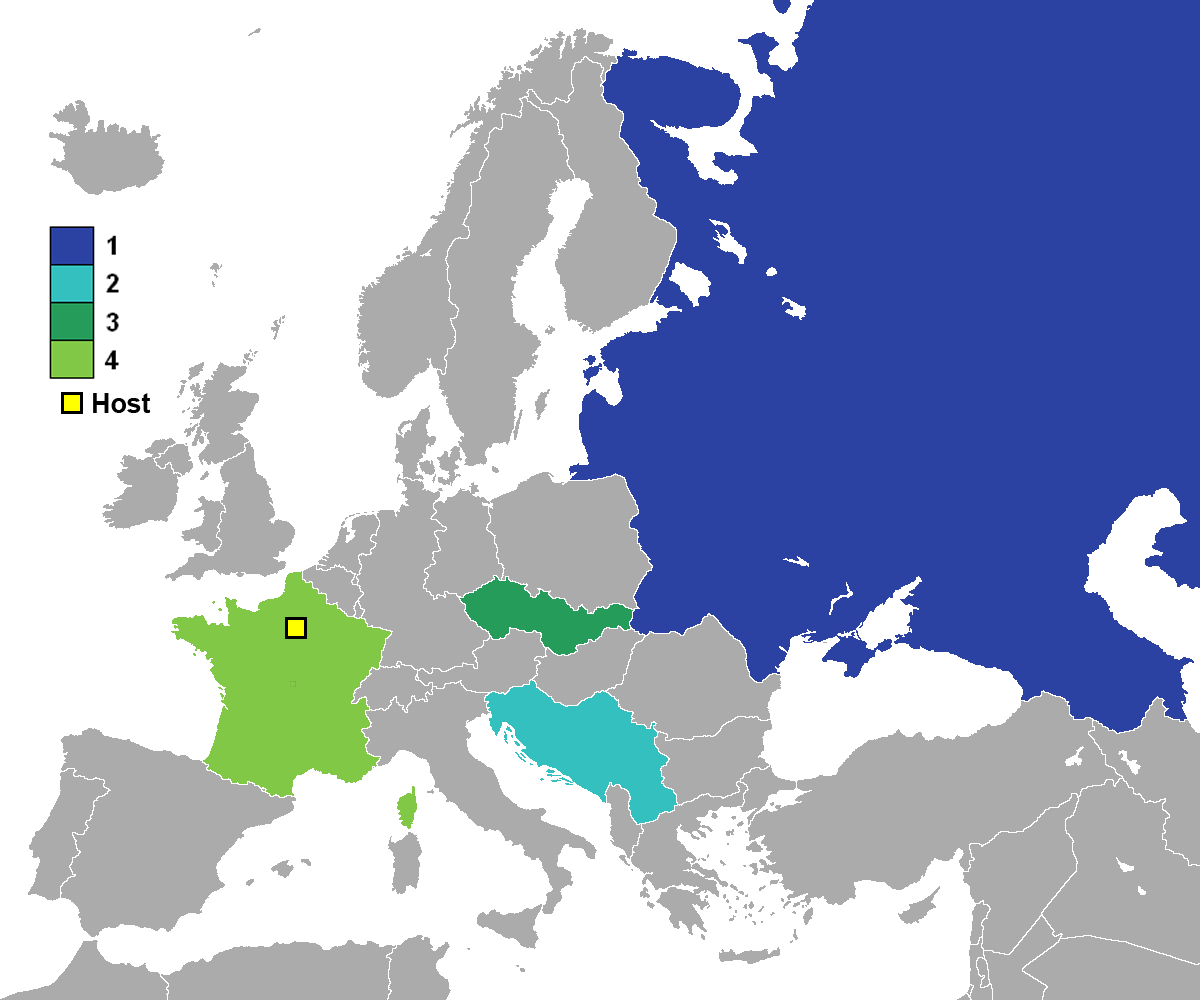
Az 1960-as Európa-bajnokságon részt vevő országok helyezései

A hazai csapat eltérő háttérszínnel kiemelve.
| Helyezés | Nemzet        | M | Gy | D | V | G+ | G– | Gk | P |
| -------- | ------------- | - | -- | - | - | -- | -- | -- | - |
| Arany    | Szovjetunió   | 2 | 2  | 0 | 0 | 5  | 1  | +4 | 4 |
| Ezüst    | Jugoszlávia   | 2 | 1  | 0 | 1 | 6  | 6  | 0  | 2 |
| Bronz    | Csehszlovákia | 2 | 1  | 0 | 1 | 2  | 3  | –1 | 2 |
| 4.       | Franciaország | 2 | 0  | 0 | 2 | 4  | 7  | –3 | 0 |